# 사 (시호)
사는 시호에 쓰이는 글자다. 상통하지 않는 思, 使 두 글자가 있으며, 《일주서》 〈시법해〉에서는 思는 도덕순비(道德純備), 대성조민(大省兆民), 외내사색(外內思索), 추회전과(追悔前過)를 일컫는다고 하며, 使는 치민극진(治民克盡)을 일컫는다고 한다. 使는 쓰인 실례가 없다.

## 사황제
- 양 사제
- 북위 사제 (추존)

## 사왕
- 동주 사왕
- 전한 사수사왕 유상
- 전한 초사왕 유연
- 전한 치천사왕 유종고
- 전한 광양사왕 유황
- 조위 진 사왕 조식

## 사공
- 서진 안락사공 유선